# El ataque del ángel
«El ataque del ángel» (使徒、襲来 Shito, Shūrai?), también conocido por su título en inglés, «Angel Attack», es el primer episodio de la serie de anime japonesa Neon Genesis Evangelion, creada por Gainax. La escritura corrió a cargo de Hideaki Anno, mientras que la dirección de Kazuya Tsurumaki. Su emisión original tuvo lugar el 4 de octubre de 1995 en TV Tokyo. La historia se sitúa en Tokio-3, una ciudad futurista fortificada, quince años después de un cataclismo conocido como el Segundo Impacto. El protagonista es Shinji Ikari, un adolescente que es convocado por su padre, Gendō, para unirse a la organización Nerv. Su tarea consiste en pilotar una enorme biomáquina de combate, el Evangelion, para enfrentar a unas misteriosas criaturas llamadas Ángeles. En esta entrega, el Ángel Sachiel ataca la ciudad y se enfrenta al Ejército de las Naciones Unidas y a la JSSDF. Es entonces cuando Gendō llama a Shinji por primera vez, y este acepta a regañadientes pilotar el Evangelion.
La producción del episodio comenzó en septiembre de 1994 y concluyó en abril de 1995. Influenciado por el género tokusatsu, el capítulo incluye referencias a otras series de anime meca y a producciones anteriores de Gainax. En su estreno, alcanzó un 6,8% de audiencia en la televisión japonesa y recibió elogios tanto del público como de la crítica, en particular por su dirección, su calidad visual y la manera en que presenta a los personajes.

## Trama
Gendō Ikari, comandante de una institución de seguridad internacional llamada Nerv, convoca a su hijo Shinji a la ciudad de Tokio-3. Sachiel, el tercero de una serie de misteriosos enemigos conocidos como ángeles, se aproxima a una ciudad japonesa desde el mar, mientras un batallón de tanques de las Fuerzas de Autodefensa Estratégica de Japón (JSSDF) lo espera en la costa. Shinji, que acaba de llegar a una localidad cercana, permanece en la superficie esperando a Misato Katsuragi, jefa del departamento militar de Nerv, quien debe recogerlo. La fuerza aérea de las JSSDF comienza a atacar al objetivo con misiles. Durante el combate, Shinji enfrenta una situación crítica que casi le cuesta la vida, pero Misato interviene a tiempo y lo rescata al llegar en su automóvil.
Al reconocer su incapacidad para derrotar al enemigo, las JSSDF ceden la responsabilidad de neutralizarlo a Gendō y Nerv. Más tarde, Shinji y Misato descienden en un tren subterráneo hacia el Geofrente, una estructura ubicada debajo de la ciudad. Allí, Shinji es llevado al hangar de un enorme meca llamado Evangelion, donde se le presenta la unidad 01, el primer prototipo de la serie de Evas, mientras Gendō lo observa. En ese momento, Shinji se entera de que fue convocado para pilotar dicha unidad y hacer frente a la amenaza. Tras confrontar a su padre, expresa su negativa y duda de poder cumplir la misión, pero recibe un ultimátum: pilotar el Evangelion o marcharse. Shinji se niega inicialmente, por lo que Gendō ordena traer a la otra piloto, Rei Ayanami, quien se encuentra gravemente herida. Al ver su estado, Shinji accede a pilotar, y es lanzado desde el Geofrente hacia la superficie para combatir a la criatura en una carretera de la ciudad.

## Producción

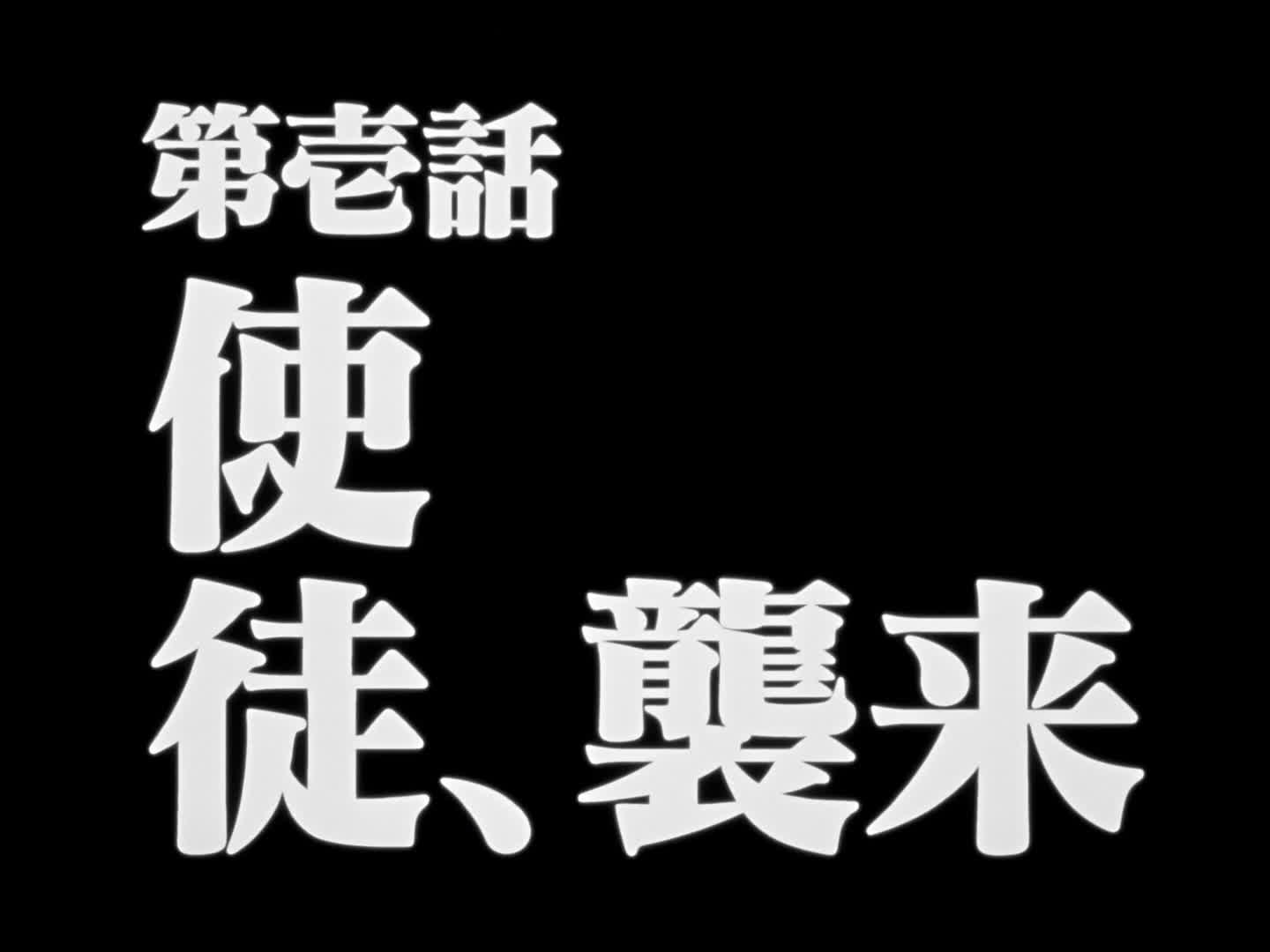
Intertítulo del episodio

Gainax comenzó a planificar la producción de Neon Genesis Evangelion en julio de 1993. Ese 20 de septiembre se realizó la primera reunión interna sobre el nuevo proyecto, pero la producción de los dos primeros episodios no comenzó hasta septiembre de 1994, un año después, y se extendió durante varios meses. El proceso avanzó lentamente; según Hideaki Anno, director del anime, se necesitaron seis meses para completar el guion del primer episodio. Kazuya Tsurumaki, el asistente de dirección, dirigió «El ataque del ángel», con la colaboración de Anno y Masayuki, quienes también elaboraron el guion gráfico. Shunji Suzuki trabajó como animador principal, mientras que Yoshitoh Asari, Seiji Kio y Yuh Imakake participaron como diseñadores de personajes asistentes. El animador Mitsuo Iso también formó parte del equipo, encargado de animar la batalla entre Sachiel y las fuerzas aéreas de las Naciones Unidas.
La trama básica del episodio fue establecida en 1993, cuando Gainax redactó un documento de presentación de Neon Genesis Evangelion titulado Propuesta New Century Evangelion (nombre provisional) (新世紀エヴァンゲリオン (仮) 企画書 Shinseiki Evangelion (kari) kikakusho?). En ese primer borrador, el episodio llevaba el título provisional de «Reencuentro de personas» (再会する人々 Saikai suru hitobito?). El documento incluía una descripción detallada del primer episodio, concebido originalmente como una historia en dos partes junto con el segundo. En esa versión inicial, el capítulo comenzaba con Shinji a bordo de un tren, detenido por un combate entre la Unidad 00 de Rei Ayanami y un Ángel llamado Raziel. Este enemigo desaparecería en un lago, y la Unidad 00, dañada, regresaría a la base de Nerv. También se había planeado incluir el inicio de una batalla entre Raziel y una Unidad 01 fuera de control, pero dicha escena fue trasladada al segundo episodio. La producción de «El ataque del ángel» concluyó oficialmente en abril de 1995. Un mes más tarde se completó también el segundo episodio. Las sesiones de doblaje comenzaron el 27 de marzo, aproximadamente seis meses antes del estreno oficial de la serie. Ambos episodios fueron proyectados ante unas doscientas personas durante el segundo festival de Gainax, celebrado los días 22 y 23 de julio de 1995 en Itako (Ibaraki). Según Yasuhiro Takeda, cofundador de Gainax, el trabajo aún estaba en una fase preliminar, ya que «la secuencia de apertura y otros elementos aún no estaban listos, por lo que lo que se mostró fueron versiones sin pulir de los episodios».
En cuanto al elenco de voces, Miki Nagasawa, Megumi Hayashibara, Akiko Hiramatsu, Takehito Koyasu y Takashi Nagasako interpretaron diversos personajes sin nombre. Tomomichi Nishimura, Hidenari Ugaki y Hiroshi Naka dieron voz a los tres soldados que aparecen en las primeras escenas conversando con Gendō. Además, la cantante británica Claire Littley interpretó una versión de «Fly Me to the Moon», utilizada como tema de cierre.